# Kanton Isigny-le-Buat
Isigny-le-Buat is een kanton van het Franse departement Manche. Het kanton maakt deel uit van het arrondissement Avranches.

## Geschiedenis
Het kanton omvatte tot 22 maart 2015 uitsluitend de gemeente Isigny-le-Buat.
De gemeenten La Godefroy, La Gohannière, Saint-Brice, Saint-Loup, Saint-Martin-des-Champs en Saint-Senier-sous-Avranches werden overgeheveld uit het kanton Avranches. Saint-Martin-des-Champs werd op 1 januari 2019 opgenomen in de gemeente Avranches, die daardoor nu deels in het kanton Isigny-le-Buat ligt.
De 15 gemeenten van het kanton Brécey werden opgenomen maar op 1 januari 2016 fuseerde Braffais met de gemeente Plomb in het kanton Avranches en Sainte-Pience in het kanton Bréhal tot de commune nouvelle Le Parc., die dus volgens de voormalige gemeentegrenzen over de drie kantons verdeeld was. Het decreet van 5 maart 2020 maakte hieraan een einde door de gemeente Le Parc geheel aan het kanton Avranches toe te wijzen. 
Van het opgeheven kanton Saint-Pois werden de gemeenten Lingeard, Le Mesnil-Gilbert, Saint-Laurent-de-Cuves en Saint-Michel-de-Montjoie opgenomen.
Ook het kanton Juvigny-le-Tertre opgeheven en werden de gemeenten in het kanton Isigny-le-Buat opgenomen. Op 1 januari 2017 fuseerden 7 van de 9 van de gemeenten van het voormalige kanton Juvigny-le-Tertre tot de commune nouvelle Juvigny les Vallées, alleen Le Mesnil-Adelée en Reffuveille bleven zelfstandig.
Op 1 januari 2019 fuseerden La Gohannière met Tirepied tot de commune nouvelle Tirepied-sur-Sée.

## Gemeenten
Het kanton omvat de volgende gemeenten:
- Avranches (deel = voormalige gemeente Saint-Martin-des-Champs)
- Brécey
- La Chaise-Baudouin
- La Chapelle-Urée
- Les Cresnays
- Cuves
- La Godefroy
- Le Grand-Celland
- Isigny-le-Buat
- Juvigny les Vallées
- Lingeard
- Les Loges-sur-Brécey
- Le Mesnil-Adelée
- Le Mesnil-Gilbert,
- Notre-Dame-de-Livoye
- Le Petit-Celland
- Reffuveille
- Saint-Brice
- Saint-Georges-de-Livoye
- Saint-Jean-du-Corail-des-Bois
- Saint-Laurent-de-Cuves
- Saint-Loup
- Saint-Michel-de-Montjoie
- Saint-Nicolas-des-Bois
- Saint-Senier-sous-Avranches
- Tirepied-sur-Sée
- Vernix

Agon-Coutainville · Avranches · Bréhal · Bricquebec-en-Cotentin · Carentan-les-Marais · Cherbourg-en-Cotentin-1 · -2 · -3 · -4 · -5 · Condé-sur-Vire · Coutances · Créances · Granville · La Hague · Isigny-le-Buat · Le Mortainais · Les Pieux · Pont-Hébert · Pontorson · Quettreville-sur-Sienne · Saint-Hilaire-du-Harcouët · Saint-Lô-1 · -2 · Valognes · Val-de-Saire · Villedieu-les-Poêles